# Колосівка (Шепетівський район)
Колосі́вка — село в Україні, у Полонській міській громаді Шепетівського району Хмельницької області. Населення становить 142 осіб.

## Географія
Село розташоване на лівому березі річки Случ.

## Населення

### Мова
Розподіл населення за рідною мовою за даними перепису 2001 року:
| Мова       | Кількість | Відсоток |
| ---------- | --------- | -------- |
| українська | 142       | 100%     |

## Історія
У 1906 році фільварок Войцехівка Миропільської волості Новоград-Волинського повіту Волинської губернії. Відстань від повітового міста 60 верст, від волості 6. Дворів 10, мешканців 87.
7 (20) листопада 1917 року, відповідно до Третього Універсалу Української Центральної Ради, увійшло до складу Української Народної Республіки.
12 червня 2020 року, відповідно до розпорядження Кабінету Міністрів України № 727-р «Про визначення адміністративних центрів та затвердження територій територіальних громад Хмельницької області», увійшло до складу Полонської міської територіальної громади.
19 липня 2020 року, в результаті адміністративно-територіальної реформи та ліквідації Полонського району, село увійшло до складу Шепетівського району.

## Відомі уродженці
- Бортюк Олександр Степанович (23 лютого 1965) — український бобслеїст, майстер спорту міжнародного класу.